# Libertas (equip ciclista)
L'equip Libertas va ser un equip ciclista belga, de ciclisme en ruta que va competir entre 1952 i 1967. L'última temporada en actiu va tenir llicència espanyola.

## Principals resultats
- Copa Sels: Joseph Vloeberghs (1958)
- Grote Scheldeprijs: Raymond Vrancken (1958)
- Trofeu Masferrer: Adolf De Waele (1963)
- A través de Flandes: Alfons Hermans (1965)

### A les grans voltes
- Giro d'Itàlia
  - 1 participacions (1963)
  - 0 victòries d'etapa:
  - 0 classificació finals:
  - 0 classificacions secundàries:

- Tour de França
  - 1 participacions (1963)
  - 4 victòries d'etapa:
    - 4 el 1963: Rik Van Looy (4)

  - 2 classificacions secundàries:
    - Classificació per punts: Rik Van Looy (1963)
    - Premi de la Combativitat Rik Van Looy (1963)

- Volta a Espanya
  - 2 participacions (1963, 1966)
  - 6 victòries d'etapa:
    - 5 el 1963: Jan Lauwers (2), Roger Baens (2), Frans Aerenhouts
    - 1 el 1966: Bruno Sivilotti

  - 0 classificació finals:
  - 0 classificacions secundàries: